# Илёк-Кошары
Илёк-Кошары — село в Ракитянском районе Белгородской области. Административный центр Илек-Кошарского сельского поселения.

## География
Село расположено на западе Белгородской области, в 14 км к северо-западу от районного центра Ракитного, на правом берегу реки под названием Илёк (приток Псла). В верховьях Илька (в соседнем Краснояружском районе) находится село с перекликающимся названием — Илёк-Пеньковка.

## История

### Происхождение названия
Топонимика села Илек-Кошары, как и время его основания, точно пока не установлены. Предположительно, село возникло в конце XVII века, в период массового переселения жителей Слободской Украины. Своим названием село обязано реке Илёк, на берегах которой раскинулось.
Вторая часть названия, возможно, произошла от слова «кошары» – загоны для овец или другого домашнего скота, в котором животные находились не только в пастбищный период, но и зимовали. Вероятно, возле одного из таких загонов и возникло село.

### Исторический очерк
По переписи 1779 года в Илёк-Кошарах проживало 240 лиц мужского пола. Основное занятие жителей – земледелие и скотоводство при среднем наделе около 2 га на душу. Князю Юсупову принадлежало 1200 га земли, помещикам Доброхотову и Седлецкому – по 100 га земли каждому.
В 1780 году село входило в Хотмыжский уезд.
В 1865 году в селе была построена Троицкая церковь.
В 1910 году недалеко от села Илек-Кошары проложена железная дорога от станции Льгов до станции Лихая, и построена станция Юсупово.
В 1930 году жители села объединились в сельхозартель «Знамя труда», на базе которой в 1950 году, путем слияния существующих на хуторах хозяйств образовался колхоз «Знамя труда».
До конца 1990-х годов в Илёк-Кошарах продолжал функционировать колхоз «Знамя труда»: построены зерносклад с мельницей, пилорама, пекарня, новый летний лагерь для крупного рогатого скота, крытый ток, восстановлена и заново оборудована маслобойка, к Илек-Кошарам провели 15-километровый газопровод.
В 1997 году Илёк-Кошары (239 домовладений, 685 жителей) в Ракитянском р-не - центр Илек-Кошарского сельского округа, в который входят также села Новоселовка и Святославка, хутора Барилов, Добрино, Новый Путь, Семейный, Хорьков и посёлок Юсупово, села Новоясеновка (63 жителя).
В 2009 году Илёк-Кошары (675 жителей) в Ракитянском р-не Белгородской области - центр Илек-Кошары сельского поселения, в которое входят также села Новоясеновка (63 жителя) и Святославка (368 жителей), хутора Барилов (58 жителей), Добрино (71 жителй), Новый Путь (52 жителя), Семейный (271 житель), Хорьков (0) и посёлок Юсупово.

## Население
В 1895 году в селе проживало 1234 человека (630 мужчин и 604 женщины).
В 1926 году село насчитывало 265 дворов (972 мужчины, 988 женщин), имелось 4 кузницы, 11 ветряных мельниц.
В 1979 году в Илёк-Кошарах - 751 жит., в 1989 году - 647 (291 мужчина, 356 женщин).
В 1999 году в Илек-Кошарах - 674 жителя, в 2001 году - 654, в 2002 году - 667, в 2006 году - 655, в 2007 году - 635, в 2008 году - 662.
| 2002 | 2010 |
| ---- | ---- |
| 661  | ↗683 |

## Прославленные уроженцы
- Далеко за пределами района была известна династия животноводов Секиркиных: А.С. Секиркин, награжденный орденом Ленина, Е.М. Секиркина и П.Е. Секиркина  — Герои Социалистического Труда[2].